# 国鉄DE15形ディーゼル機関車
国鉄DE15形ディーゼル機関車（こくてつDE15がたディーゼルきかんしゃ）は、日本国有鉄道（国鉄）が開発・設計・製造した中型液体式除雪用ディーゼル機関車（ラッセル式）。

## 概要
ラッセル式除雪機関車としては1961年（昭和36年）にDD15形が登場していたが、除雪装置を装着した際の軸重が15.5トンとなるために、線路等級の低い丙線以下の線区には入線することが不可能であった。したがって、これらの低規格線区では、旧来からの雪かき車を機関車で推進して除雪する方式で行わざるを得なかった。
そこで除雪車両の高性能化と近代化をはかるため、DD20形をベースにし、ラッセル除雪装置を機関車に固定したDD21形が1963年（昭和38年）に試作されたが、除雪装置を装着したままでのローカル線運用や入換作業に不便があり1両のみの製造にとどまった。DD21形の欠点を是正し、DE10形をベースに開発された低規格線区に入線可能な除雪用機関車が本形式であり、1967年（昭和42年）から1981年（昭和56年）までの間に計85両が製造された。除雪時には機関車本体の前後に2軸台車を使用したラッセルヘッドを連結する。除雪期以外には停車場構内での入換作業や本線の客貨列車牽引にも使用されることを考慮し、ラッセルヘッドの連結解結作業は簡略化・省力化できるように設計された。

## 構造

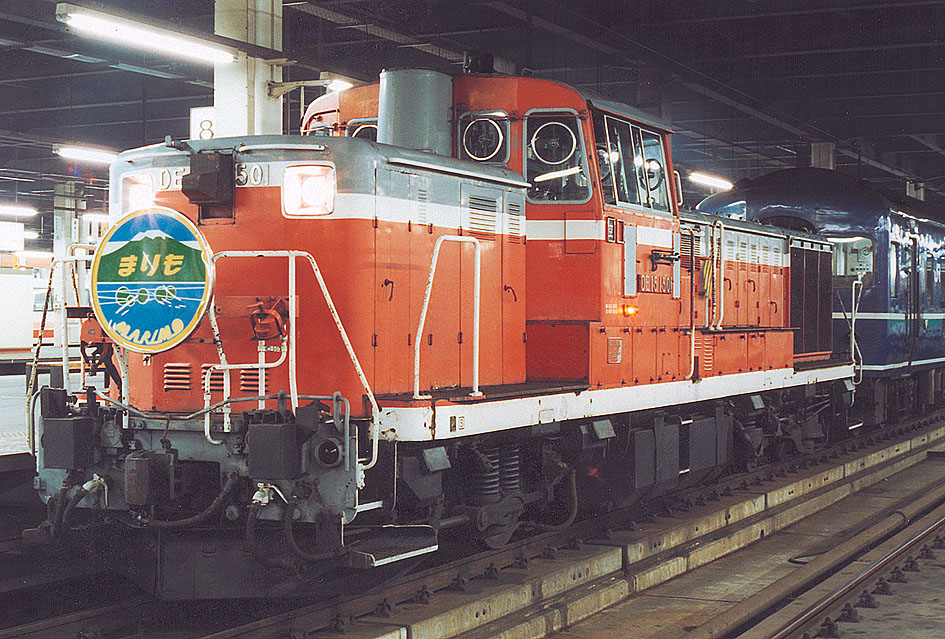
「まりも」を牽引するDE15 1501

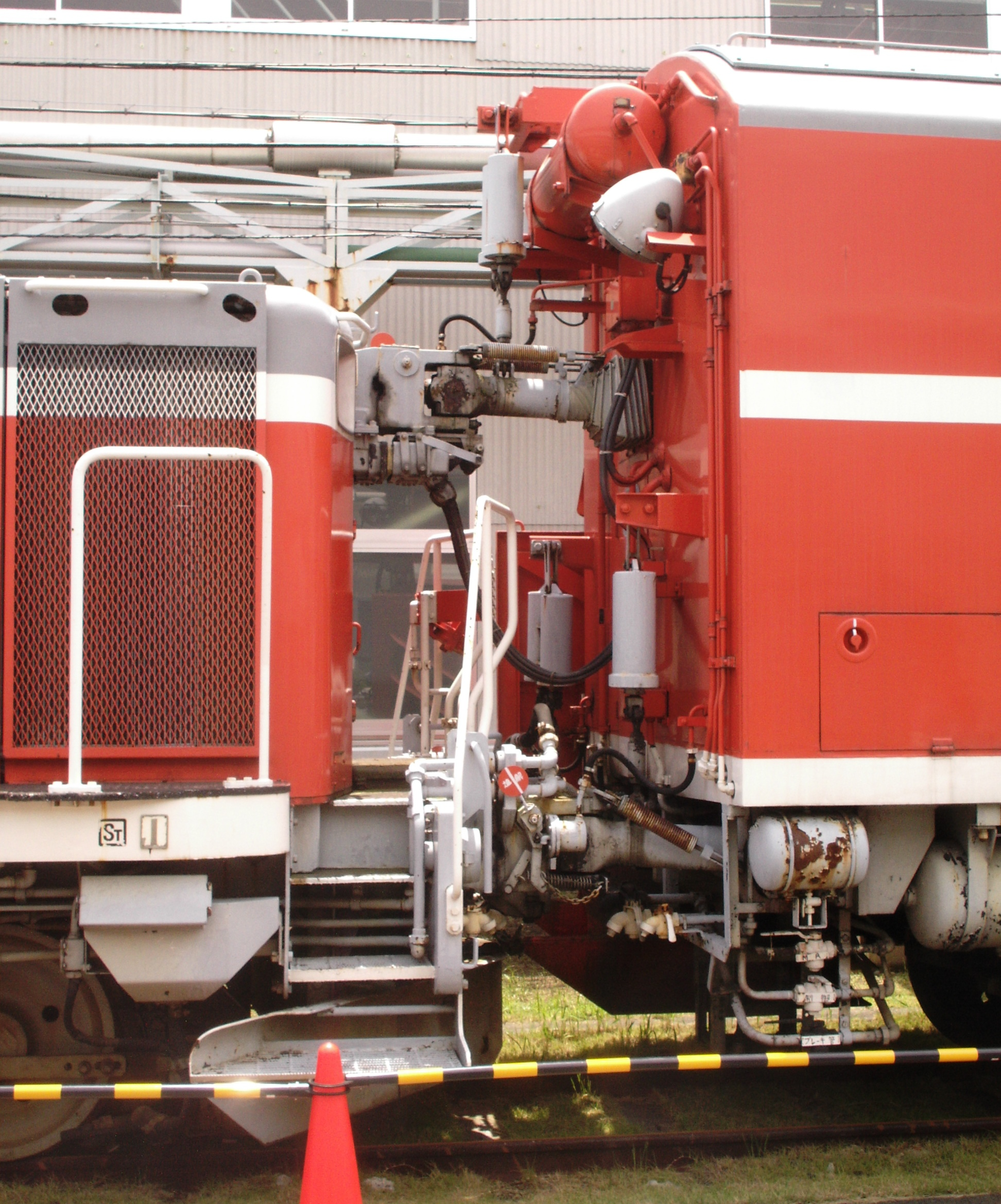
機関車本体とラッセルヘッドとの連結部

機関車本体の基本的な構造はDE10形とほぼ同じであるが、ラッセルヘッド連結のための装備が設けられている。ラッセルヘッドとは3か所の密着連結リンクで連結されるため、ナンバープレート部分中央の1か所と下部にある2つの後部標識灯（尾灯）の内側の2か所に密着連結リンクが装着されている。また、ナンバープレート中央部のそれには電気連結器が装備されたため、ナンバープレートは中央部分が分割されており、後部標識灯もDE10形に比べ外方に寄せて取付られている。なお、これらのリンクは取外し可能である。この他、長ボンネット側に2.5KVA 充電発電機を増設する事でラッセルヘッド車に装備された除雪装置駆動用の電源に余裕を持たしている。これらの装備によりラッセルヘッド車運転台から機関車の運転操作が可能となっている。
製造開始時は単頭式ラッセルヘッド（機関車の片側のみにラッセルヘッドを連結）で、折り返し時にラッセルヘッドの車体を台車の中心を支点に油圧で180度方向転換させて、機関車本体を反対側に連結する構造であった。そのため、側線を使って機関車本体の機回しをする手間を要した。ところが、終端駅の側線が雪で埋没することで方向転換不能に陥るケースやラッセルヘッドの回転スペース確保のため線路脇の除雪が必要となるなどの問題点が生じたため、その改善策として、1976年（昭和51年）のDE15 1519以降はは両頭式（機関車の両側にラッセルヘッド車を連結）で製造された。当初のラッセルヘッド車の形状は複線形（進行方向の左側に雪を掻き分ける方式）であったが、1976年（昭和51年）以降は並行して単線形（進行方向の両側に雪を掻き分ける方式）が製造された。単線形はDE15 1002を複線形単頭式から単線形両頭式に改造した（DE15 2052に改番）のが最初である。
製造期によって一部仕様が違い、のちに改造による改番も発生している。車両番号が2000以上は単線形のラッセルヘッド、それ以外は複線形のラッセルヘッドを装備する。

## 形態区分

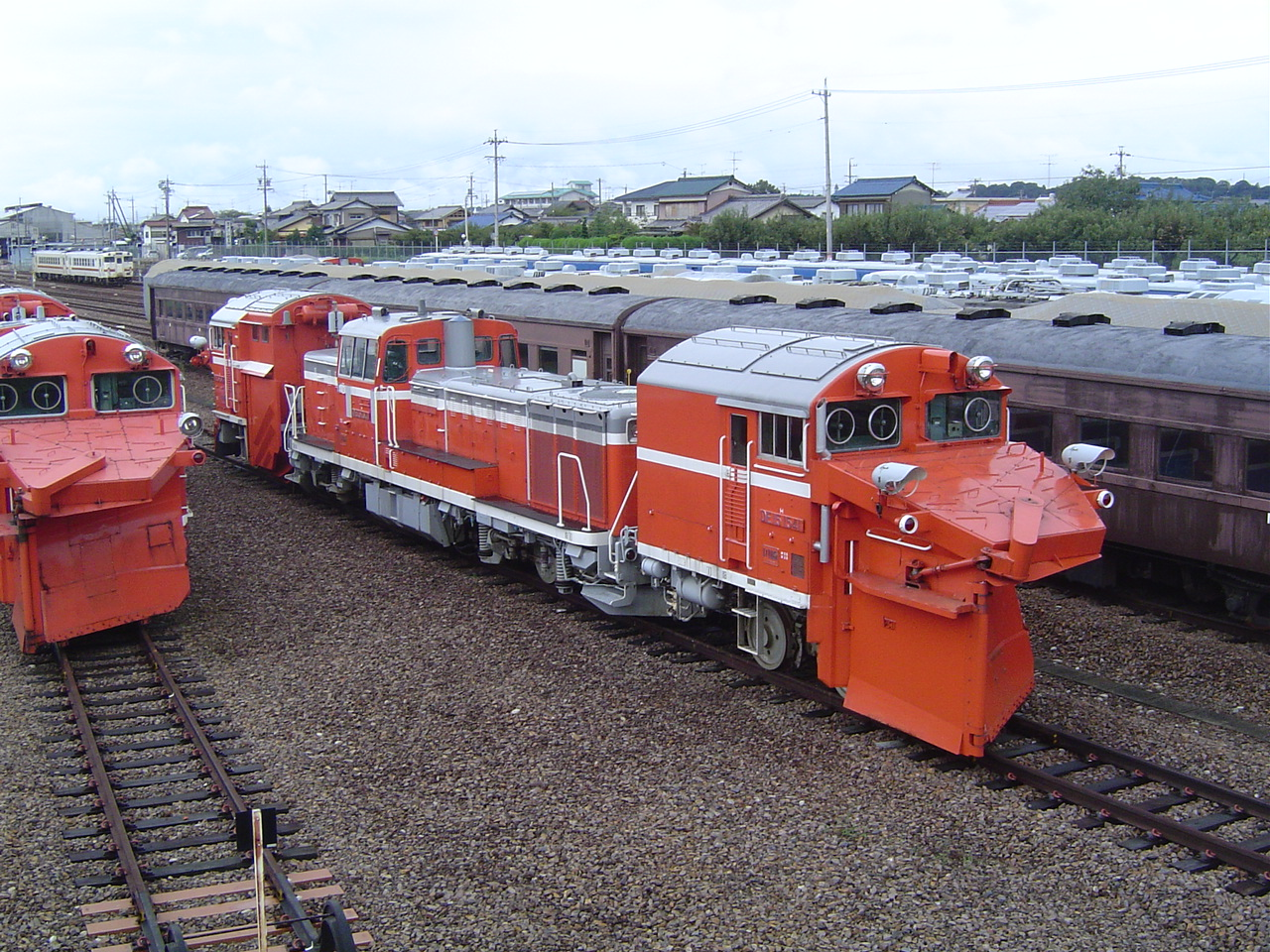
DE15 1541（美濃太田車両区）

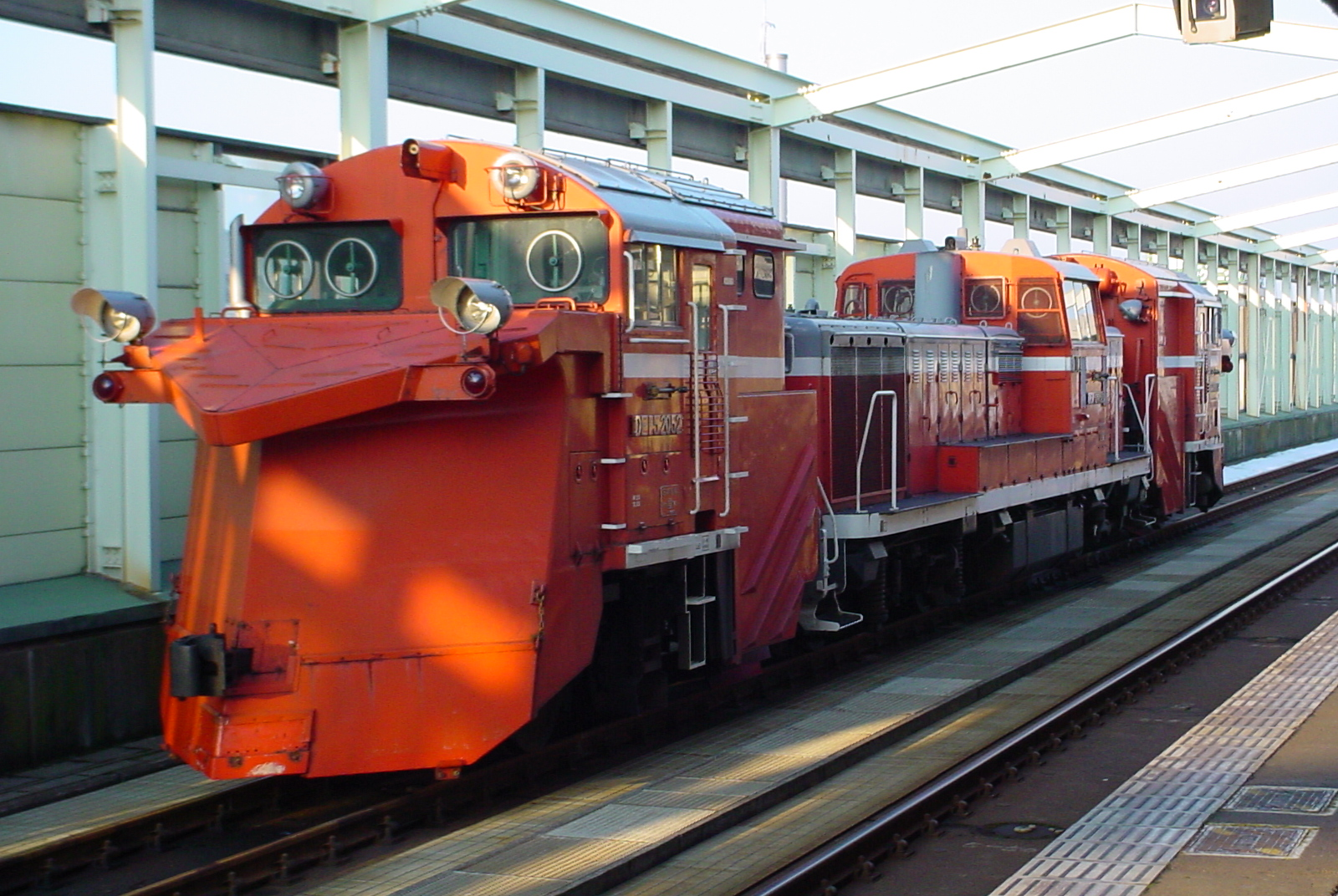
DE15 2052（後藤総合車両所所属）

基本番台
1967年（昭和42年）から1969年（昭和44年）にかけて日本車輌製造（名古屋工場）で製造された、DE10形0番台に相当するグループ（1 - 6号機）。1号機はDE10形量産機とほぼ時期となる1967年（昭和42年）12月に落成したもので、本形式の試作機にあたる。1号機は新製当初名寄機関区に配置された。翌年から製造された2号機以降が量産車にあたる。
試作機のラッセルヘッド車の台車は軸距が1,500 mmのTR107形であったが、量産車のラッセルヘッド車の台車は軸距が1,650 mmに延長されたTR108形（またはTR108A形）に変更した。
機関はDML61ZA (1,250 ps / 1,500 rpm) が搭載されている。客車暖房用蒸気発生装置 (SG) を装備している。全機が複線形の単頭式として製造されたが、のちにDE15 1・2・6が両頭式に改造されたが、DE15 3は単線形両頭式となりDE15 2053に改番されている。
1000番台
1971年（昭和46年）から1973年（昭和48年）にかけて日本車輌製造（豊川製作所→豊川蕨製作所）で製造された、DE10形1000番台に相当するグループ（1001 - 1006号機）。機関はDML61ZB (1,350 ps / 1,550 rpm) に変更され、SGを装備。全機が複線形の単頭式として製造されたが、のちにDE15 1001・1004・1006は両頭式に改造され、DE15 1002は単線形両頭式となりDE15 2052に改番された。1972年（昭和47年）製のDE15 1002以降、1500番台のDE15 1509以降は3軸台車の揺れ枕支持機構を変更し構造を簡素化したDT141形に変更した。
1500番台

1971年（昭和46年）から1973年（昭和48年）にかけて日本車輌製造（豊川製作所→豊川蕨製作所）・川崎重工業で製造されたグループで、SGの代わりに死重を搭載した、DE10形1500番台に相当する機関車である。1501 - 1546号機の46両が製造された。
DE15 1501 - 1518は複線形単頭式で製造、1976年（昭和51年）製のDE15 1519以降は複線形両頭式で製造された。しかし、単頭式で製造されたがのちに両頭式に改造されたものがあり、単線用両頭化改造車は2550番台に改番された。両頭式で製造されたDE15 1519以降は油圧旋回機構が省略され、台車はTR108C形となった。
国鉄では1981年度（昭和56年度）内に落成した1545・1546号機（岩見沢第二機関区新製配置）並びに2500番台の2526・2527号機（釧路機関区新製配置）は国鉄ディーゼル機関車の最終製造グループに該当する。このうち、1981年10月に製造した1546号機は国鉄最後の新製ディーゼル機関車である。以降、国鉄ではディーゼル機関車の新製は途絶え、1992年（平成4年）9月にJR貨物が新製したDF200形901号機が、国鉄 - JRでは11年ぶりの新製ディーゼル機関車となる。

2050番台

SG装備の単線形単頭式車を単線形両頭式に改造したグループである。DE15 2052・2053の2両が存在するが、それぞれ種車が異なるため同番台でも機関出力が異なる。2052は1976年（昭和51年）2月に旭川車両センター（当時）、2053は1978年（昭和53年）11月に苗穂工場で改造。
- DE15 1002・3→DE15 2052・2053

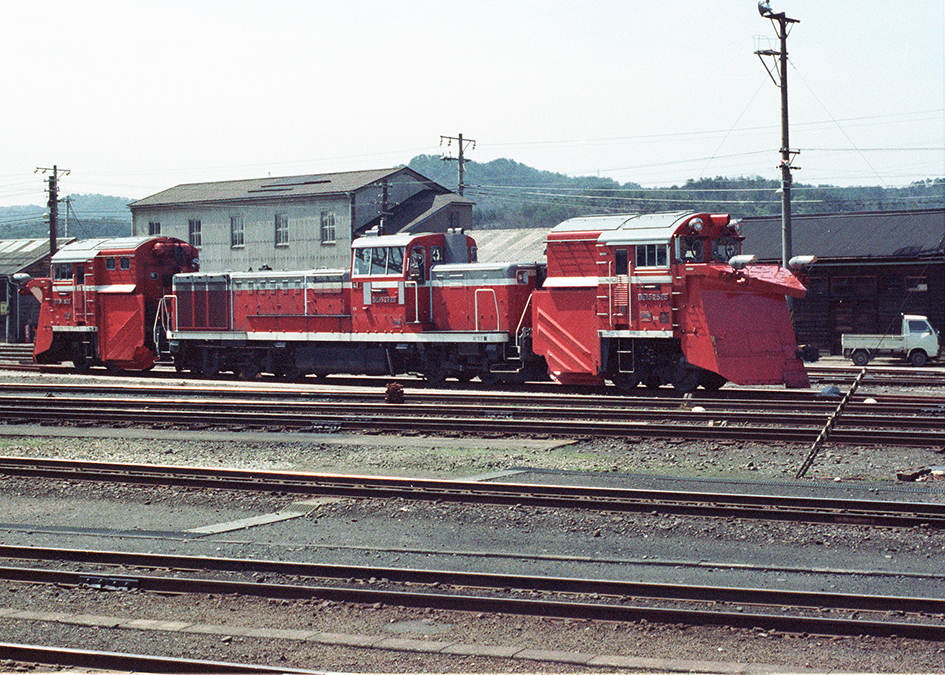
DE15 2525（1982年 豊岡駅）

2500番台

1977年（昭和52年）から1981年（昭和56年）にかけて日本車輌製造（豊川蕨製作所）・川崎重工業で単線形両頭式として製造されたグループである。SG非搭載のため該当分の死重を搭載している。2501 - 2527号機の27両が製造された。

2550番台
1500番台車のうち、単線形単頭式で製作されたものを1977年（昭和52年）から1983年（昭和58年）にかけて単線形両頭式に改造したグループである。種車の番号に1050を加えた番号になっており、連続した車号となっていない。2555（土崎工場）・2556（長野工場）・2558（後藤工場）・2563（長野工場）・2567（郡山工場）の5両が改造された。カッコは改造工場（名称は当時）。

## 運用・現況
本機は国鉄時代に事故廃車はなく、国鉄最終日となる1987年（昭和62年）3月31日付でDE15 1（五稜郭機関区配属）が廃車となったほかは、北海道旅客鉄道（JR北海道）、東日本旅客鉄道（JR東日本）、東海旅客鉄道（JR東海）、西日本旅客鉄道（JR西日本）の4社に計84両が承継された。
2000年代以降は、保線要員のみで操作できるという簡便さや経費の面や簡易線乗り入れ規格にも入線可能な事から除雪用モーターカーが使用されることが多く本形式の稼働率は落ちており、余剰車の一部は日本貨物鉄道（JR貨物）に売却され、DE10形3000・3500番台に改造されている。
2015年（平成27年）3月14日の北陸新幹線長野 - 金沢間開業に伴い、JR西日本に配置されていた2両（DE15 1004・1518）が北陸新幹線の並行在来線である北陸本線の富山県区間を経営するあいの風とやま鉄道に譲渡された。JR以外の鉄道事業者でラッセルヘッドがついた状態のDE15形が運用される初のケースとなる。

### JR北海道
JR北海道発足時点では36両が承継された。2021年（令和3年）4月現在では旭川運転所に12両が配置されており、冬季は全道の運転所・主要駅に配置され除雪作業に使用される。運用区間は宗谷本線南稚内～旭川・石北本線北見～新旭川・函館本線旭川～長万部。将来的にはキヤ291形に置き換えられる予定である。DE15 1520・2510を除く全機にグローバル・ポジショニング・システム (GPS) が取り付けられている。このGPSは、踏切や橋梁など除雪作業の障害となるものの位置を知ることにより、ウィング開閉などの作業をスムーズに行えるように導入されたものである。排雪作業を行わない春期から夏期に関しては、SL列車の補助機関車（補機）、SLおよび客車等の回送列車、臨時列車の牽引機として使用される。かつてはバラスト・レールの冷却水等散布に使われることもあった
。
なおJR北海道では、本形式の老朽化を踏まえ、JR東日本が使用しているENR-1000型をベースとした新型ラッセル車の開発を進め、最終的にキヤ291系気動車として2021年（令和3年）に導入を開始し、他にもDBR600形やHTR-600形・HTR-400形などの除雪用モーターカー併せてを導入している。
DE15 1520
旭川運転所の所属で、「SLニセコ号」「 SL夕張応援号」と言ったSL列車の補機や「クラブツーリズム号」「DL冬の湿原号」などの客車牽引とレール運搬が運用の中心となっていた。この車両はラッセルヘッドとの連結器を撤去し、DE10形とほぼ同形態となった。2016年（平成28年）3月31日付で除籍、苗穂工場内にて入れ替え機械として使用されている。
DE15 1533・1534・1535
旭川運転所のDE15 1533・1534は緑色を基本とした「ノロッコ号」塗装となっている。DE15 1534については、従来の「ノロッコ号」塗装であったDE15 2516が運用を終了したため、2005年（平成17年）4月に新たに「ノロッコ号」塗装となった。その後2019年（平成31年 / 令和元年）度よりDE15 1535が「ノロッコ号」仕様の新塗装となった。なお、老朽化のため、2025年の運行をもって「ノロッコ号」もとい機関車も引退する。
DE15 1542・1545
旭川運転所の所属で、2020年5月1日に1542が、同月28日に1545がTHE ROYAL EXPRESSの専用牽引機としてオレンジ色に塗装されている。
DE15 2510
釧路運輸車両所に所属していたDE15 2510は、イベント用として車体上部が黒で残りが赤の塗装（「SL冬の湿原号」塗色）に変更されている。機関車単体のみの塗装変更のため、ラッセルヘッドは従来塗装のままである。降雪期間に運行される「SL冬の湿原号」の川湯温泉駅延長運転時に、ラッセルヘッドを切り離して同列車の補機として運用される場合もあった。2016年（平成28年）3月31日付で廃車。
DE15 2527
釧路運輸車両所の所属で、「ノロッコ号」本来の牽引機であるDE10 1660の故障により、「ノロッコ号」塗装となった。2016年（平成28年）3月31日付で廃車。

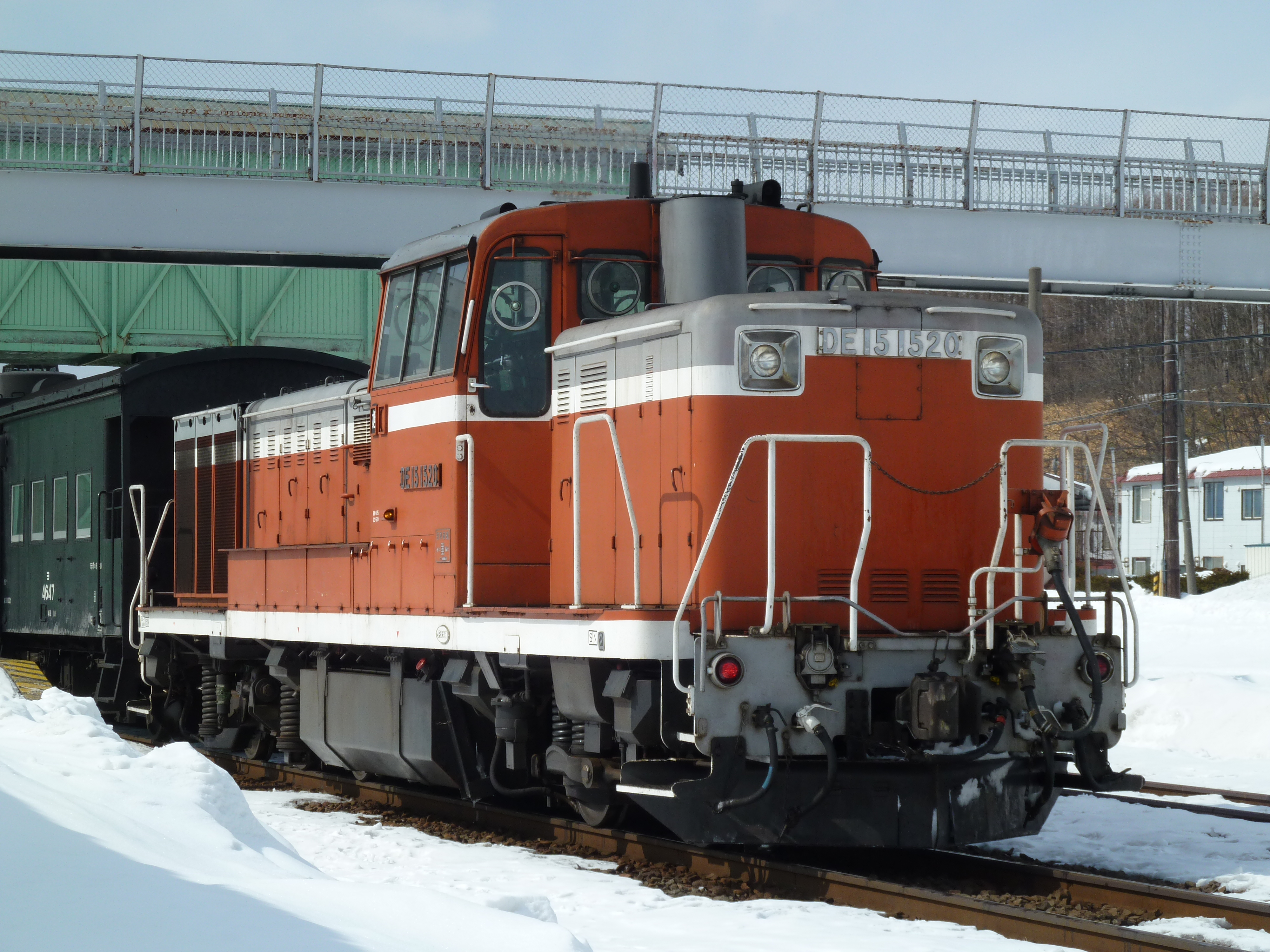
DE15 1520 旭川運転所所属 「SL冬の湿原号」の補機 ラッセルヘッド連結器の撤去によりDE10形の形状に準じた姿になっている
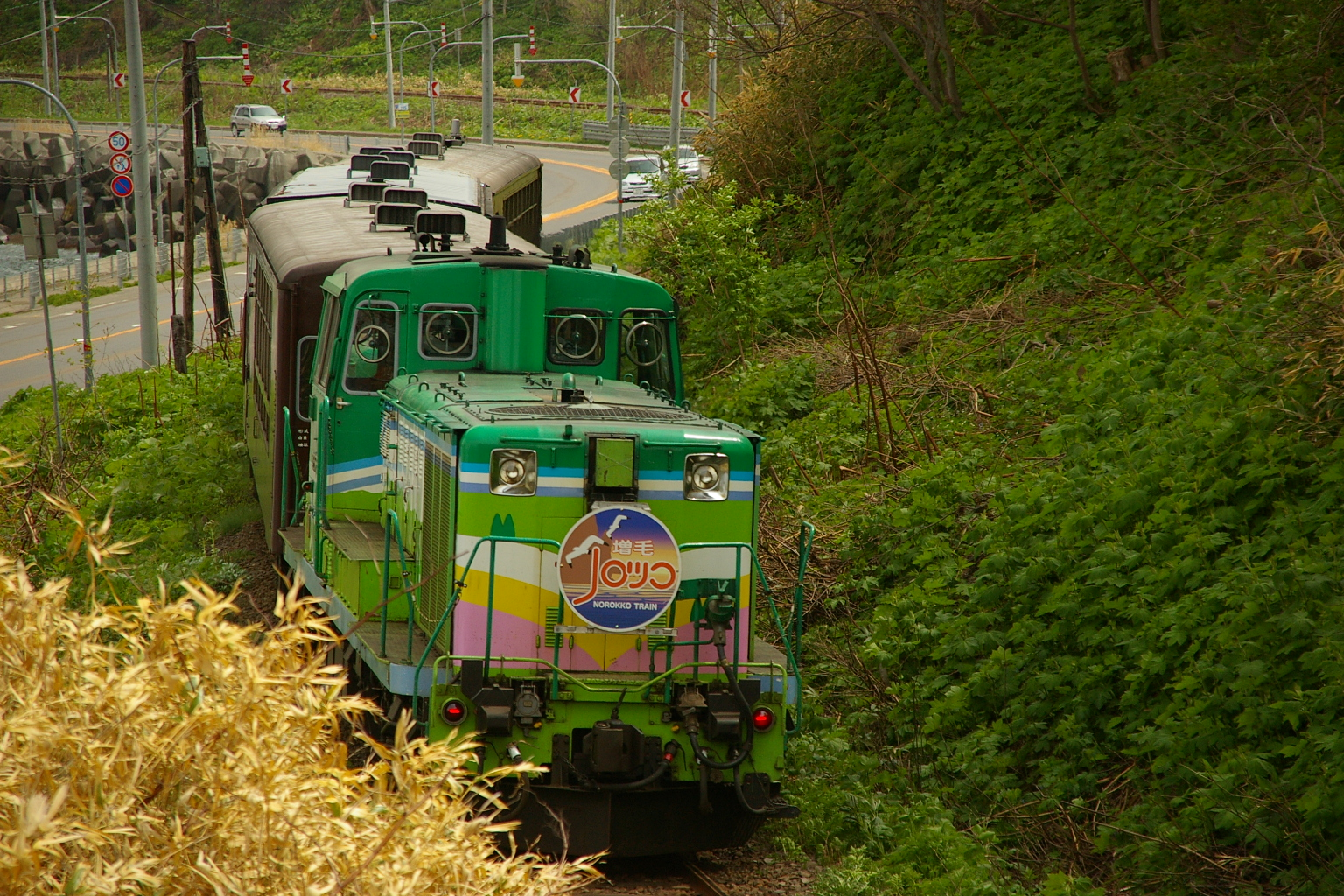
DE15 1534 旭川運転所所属 「富良野美瑛ノロッコ号」
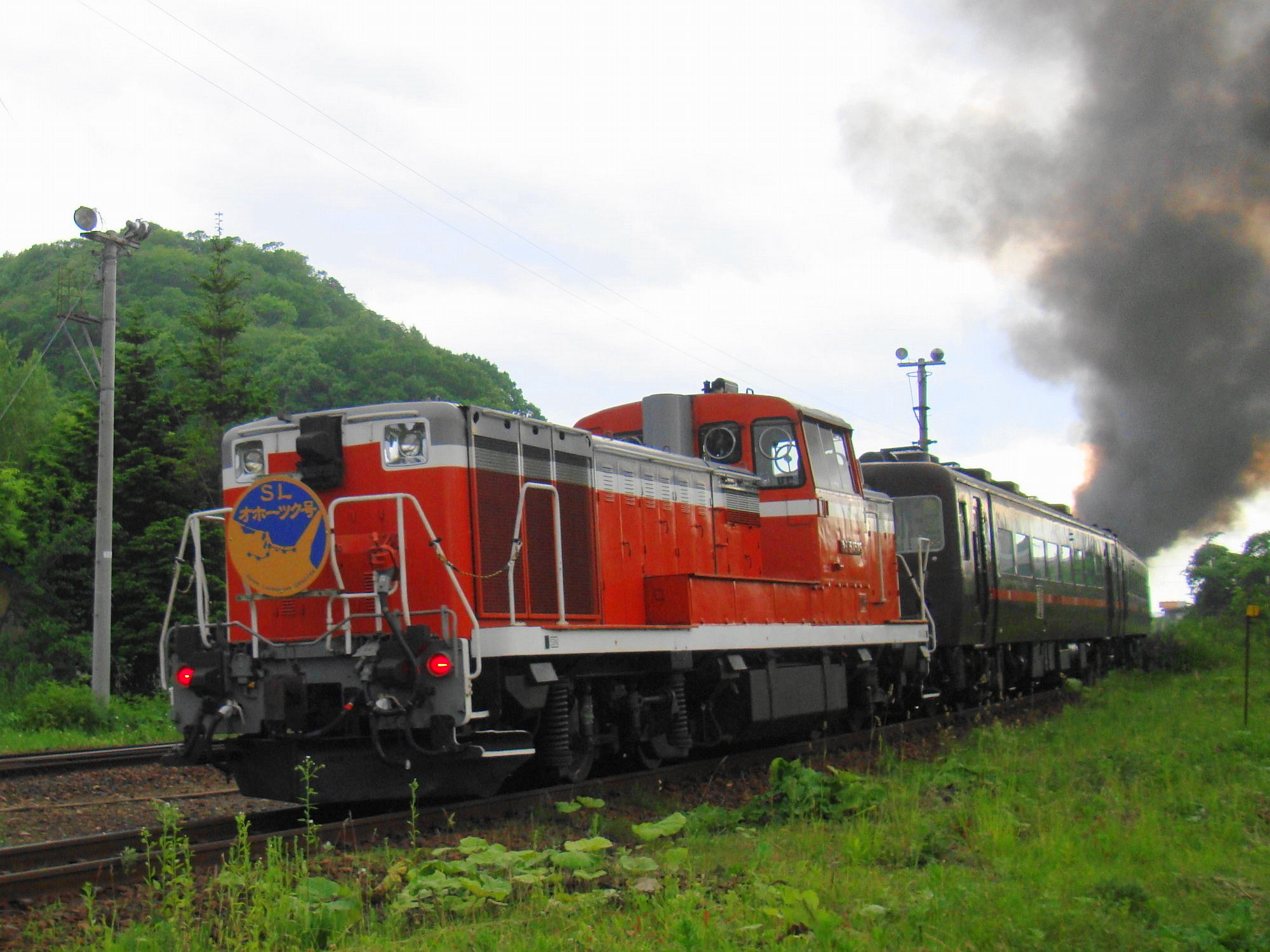
DE15 1535 旭川運転所所属 「SLオホーツク号」の補機
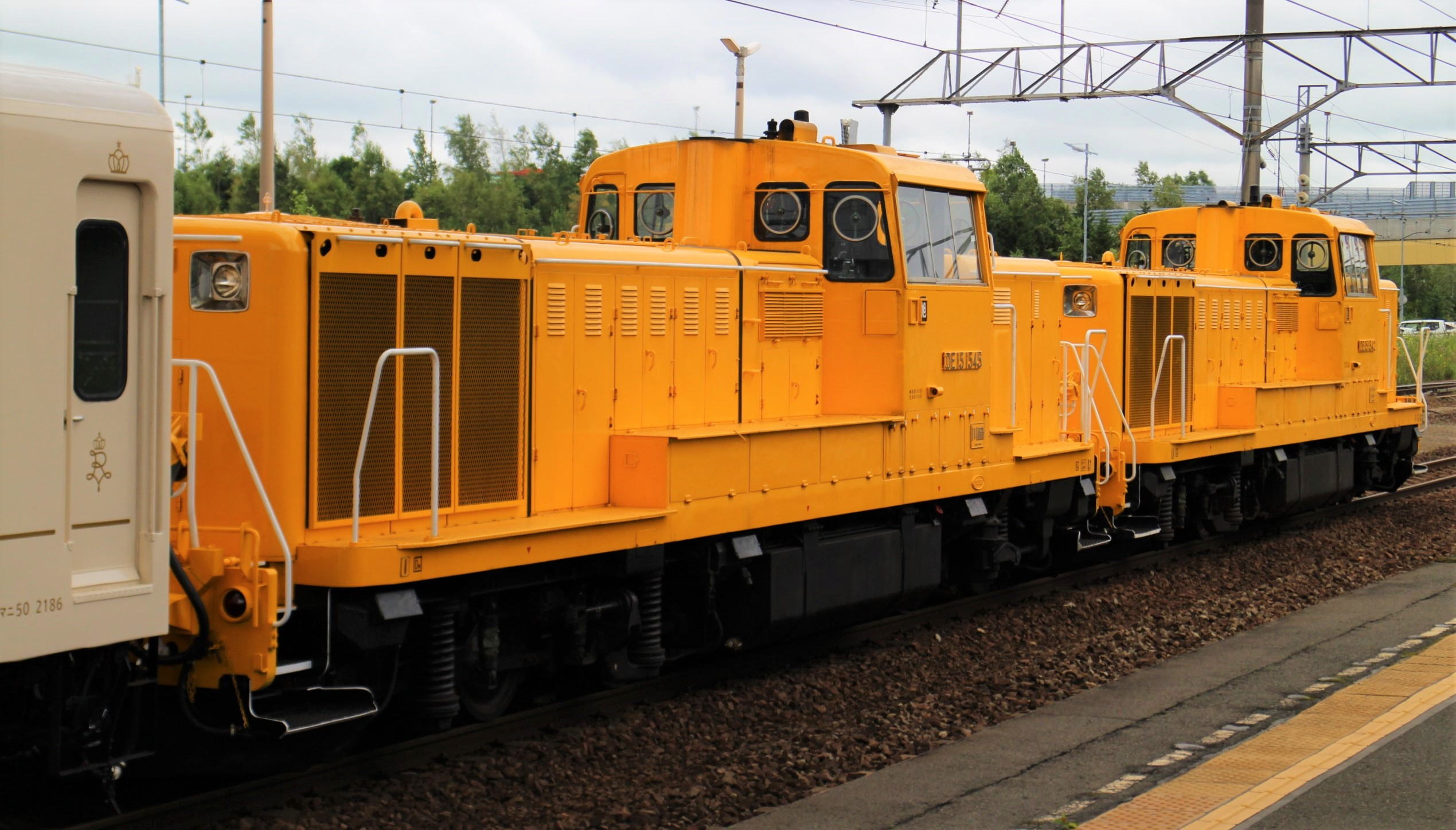
DE15 1542とDE15 1545（ロイヤルエクスプレス塗装）
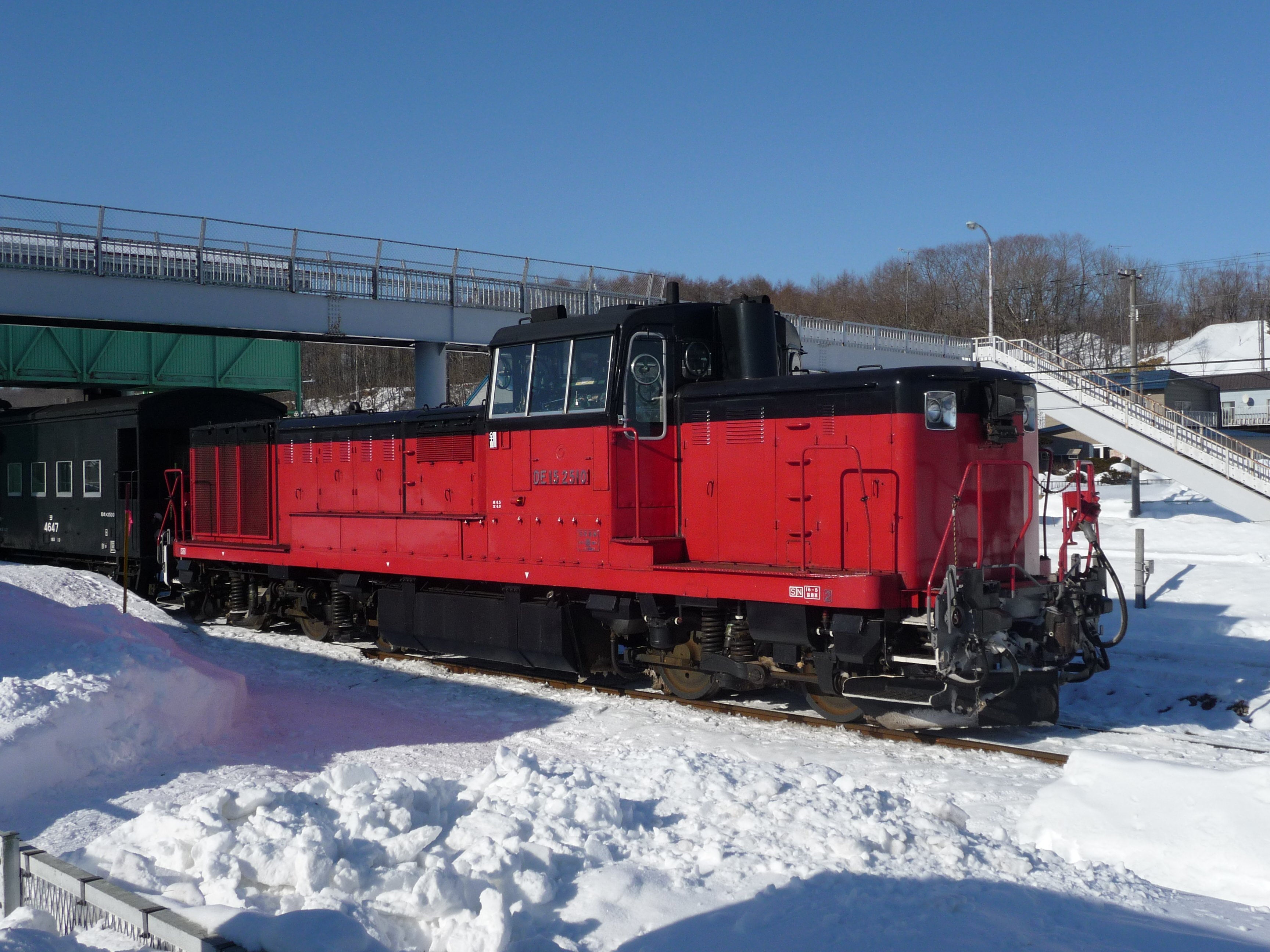
DE15 2510 釧路運輸車両所所属 「SL冬の湿原号」の補機
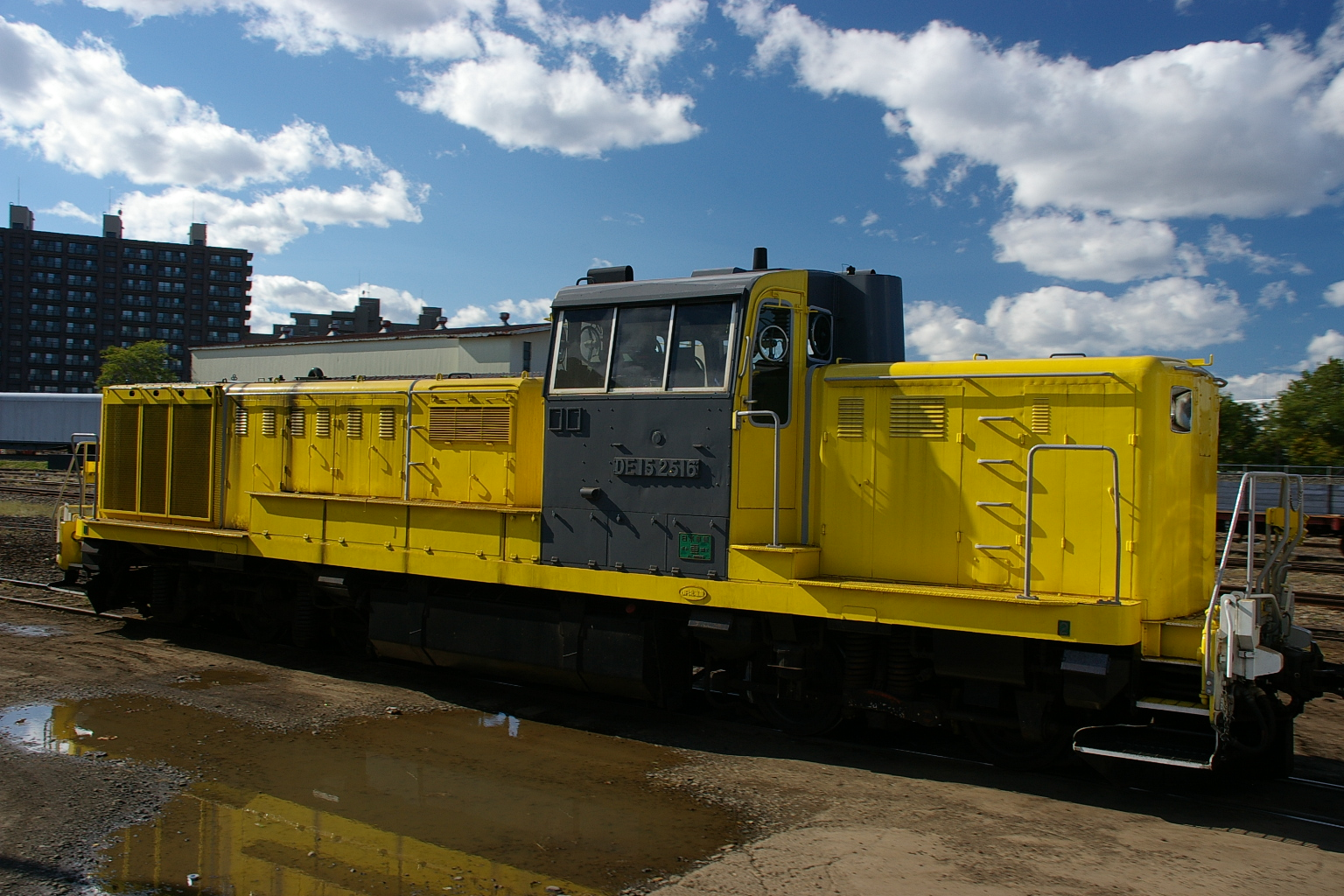
DE15 2516 JR北海道苗穂工場の入換動車
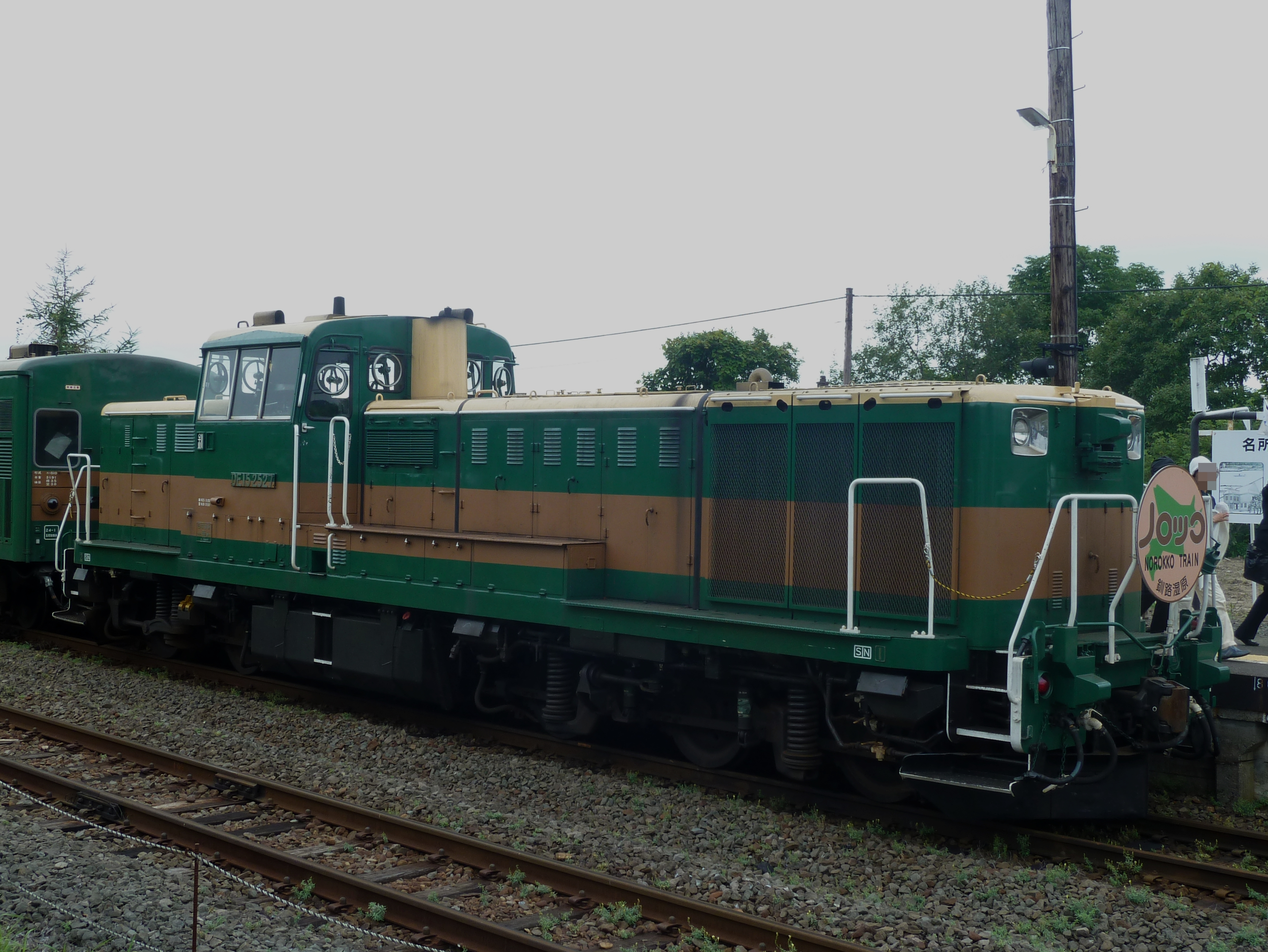
DE15 2527 釧路運輸車両所所属 「ノロッコ号」塗装

### JR東日本
JR東日本発足時には33両が承継されたが、前述の除雪用モーターカーの使用や新型の大型除雪機械ENR-1000型の登場などにより、廃車が進行した。2009年（平成21年）4月時点では17両が在籍していたものの、14両が日本貨物鉄道（JR貨物）に売却され、機関車本体部のラッセルヘッドとの連結機能を撤去し、DE10形3000・3500番台に改造された。2020年（令和2年）10月4日付で長岡車両センターに配置され保留車となっていたDE15 1538が廃車され、配置がなくなった。

### JR東海
JR東海発足時にDE15 1531・1541の2両が承継されて美濃太田車両区に配置され、高山本線および東海道本線名古屋地区・大垣 - 米原間の排雪に使用された。2011年（平成23年）冬季の運用をもってDE15 1541はJR西日本金沢総合車両所富山支所に転属。2012年（平成24年）3月29日に美濃太田車両区から猪谷駅へ回送され、4月2日深夜から3日にかけて富山貨物駅へ回送された。DE15 1531は保留車として浜松工場に留置されていたが、2013年（平成25年）に入って解体された。これをもってJR東海の機関車はすべて消滅した。

### JR西日本

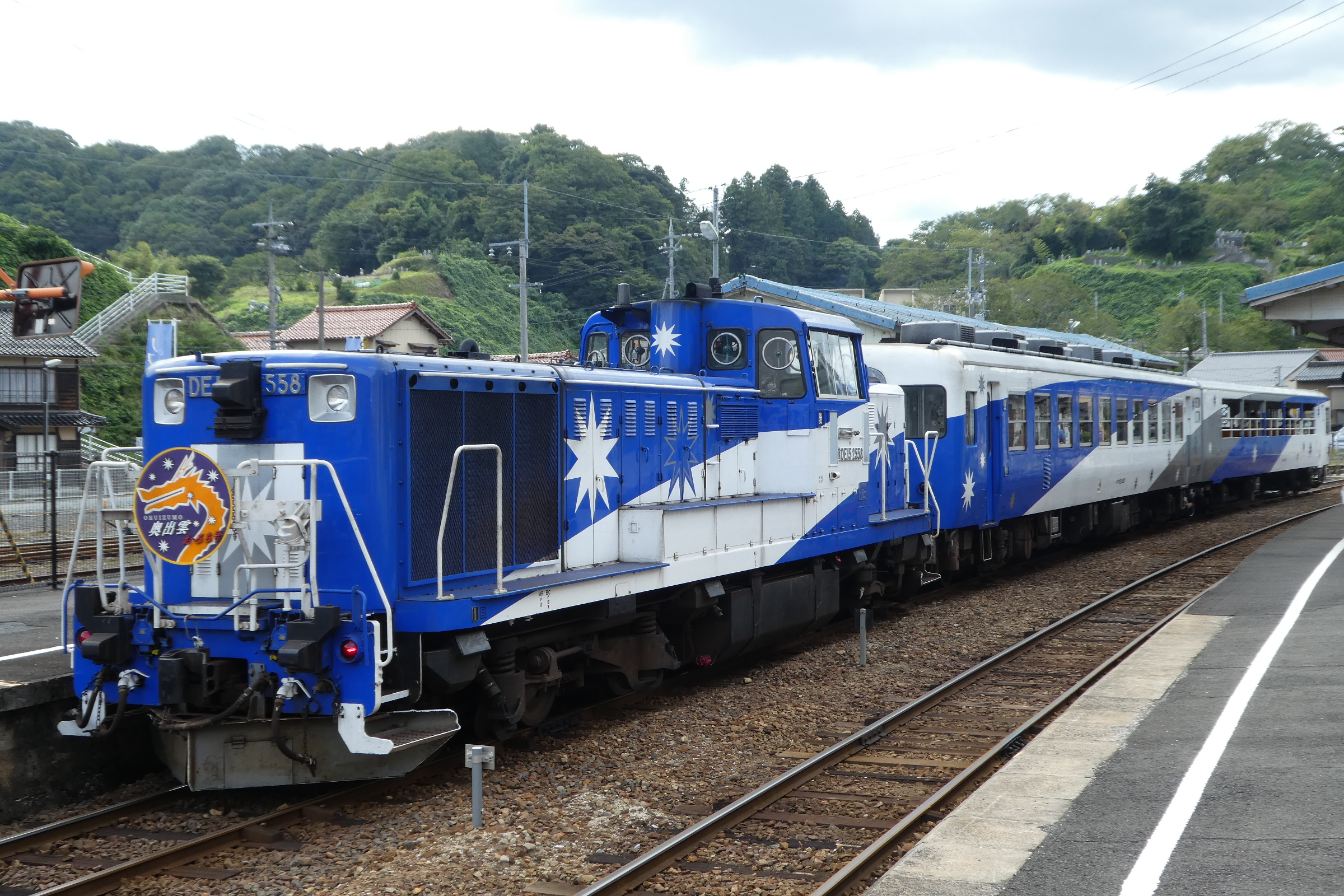
後藤総合車両所所属のDE15 2558

JR西日本発足時には13両が承継された。2023年（令和5年）4月現在では金沢総合車両所富山支所に3両が配置されている。JR西日本では新型の除雪気動車キヤ143形の登場により順次置き換えられていく予定である。
DE15 6
富山地域鉄道部富山運転センター車両管理室に0番台で唯一残るDE15 6が配置されていたが、2013年（平成25年）11月11日をもって廃車となり、0番台の形式は消滅した。
DE15 2558
後藤総合車両所に所属するDE15 2558は、木次線の観光トロッコ列車「奥出雲おろち号」の牽引専用のため専用塗色になっており、冬季には機関車本体が「奥出雲おろち号」色、ラッセルヘッドが一般色で除雪作業を行っている。2021年（令和3年）12月10日をもって廃車となった。

### あいの風とやま鉄道・えちごトキめき鉄道
JR北陸本線の富山県区間のJR西日本からの移管に際し、同社から2両（DE15 1004・1518）があいの風とやま鉄道に譲渡された。
2020年（令和2年）度および2022年（令和4年）度にENR1000形を1両ずつ、計2両が増備され置き換えられた。このうちDE15-1518が2023年4月5日にえちごトキめき鉄道に譲渡され、4月8日から直江津D51レールパークにて公開されている。

### 秋田臨海鉄道
秋田臨海鉄道には十勝鉄道から購入したDE10-1250と、JR北海道から購入したDE10-1251が在籍した。
DE10-1250は1976年（昭和51年）製の元DE15 1525で
、

承継したJR東日本青森車両センターで2008年（平成20年）に廃車されたのち
、
JR北海道苗穂工場でラッセルヘッドなどの除雪用機器を撤去の上、十勝鉄道に譲渡された。2012年（平成24年）5月に十勝鉄道が鉄道貨物輸送から撤退したことに伴い、同年11月に秋田臨港鉄道へ譲渡された（DE10-1250への改番時期は不詳）。
DE10-1251は1981年（昭和56年）製の元DE15 2526で、釧路運輸車両所時代には釧網本線の貨物列車や「DL冬の湿原号」の牽引

、「SL冬の湿原号」の補機も担当した
。
（「SL冬の湿原号」では、釧路転属前の旭川運転所時代にも川湯温泉駅延長運転で補機を務めている。）
。
2016年（平成28年）4月にJR北海道苗穂工場に入場
、
DE10-1250同様に除雪用機器を撤去し、秋田臨海鉄道には2016年（平成28年）12月に入線、運用を開始した
。
同社では、十勝鉄道から購入したDE10-1543（2014年〈平成26年〉3月入線）とともに使用された。
2021年（令和3年）3月12日の秋田臨海鉄道南線廃止を受け、DE10-1250は同年3月1日付で仙台臨海鉄道へ譲渡。DE10-1251は5月1・2日に行われた「最初で最後の国鉄型ディーゼル機関車運転体験会」に使用された後、同年6月22日に西濃鉄道に譲渡された。